# Stingy Jack
Stingy Jack, também conhecido como Jack, o Smith, Drunk Jack, e Jack da Lanterna, é uma personagem mítica aparentemente associada com o Halloween. É dito que a "Jack-o'-lantern" seja derivada do personagem.

## História
Como diz a lenda, há vários séculos, perambulava entre as ruas de cidades e vilas na Irlanda um bêbado conhecido como "Jack, o Smith". Jack era conhecido em toda a parte como um embusteiro, manipulador e outras péssimas qualidades. Em uma noite fatídica, o Diabo ouviu sobre as maldades de Jack. Insatisfeito (e com inveja) dos rumores, o Diabo foi até a Irlanda para descobrir por si mesmo se Jack merecia ou não ficar vivo.
Típico de Jack, ele estava bêbado e vagando pelos campos à noite, quando ele se deparou com um corpo em seu caminho. O corpo tinha uma careta estranha em seu rosto, e era o Diabo. Jack percebeu na hora que este seria o seu fim; o Diabo tinha finalmente chegado para recolher sua alma malévola. Jack fez um último pedido: ele pediu ao demônio que o deixasse beber antes de partir para o inferno. Não encontrando nenhum motivo para não consentir o pedido, o Diabo levou Jack ao bar local e lhe forneceu muitas bebidas alcoólicas. Após saciar sua sede de álcool, Jack pergunta se o Diabo poderia pagar a conta do bar. Então, convenceu-o a se transformar em uma moeda de prata para que pudesse pagar ao bar. Astutamente, Jack colocou a moeda (demônio) em seu bolso, que continha também um crucifixo. A presença do crucifixo impediu que o Diabo fugisse de sua forma. Coagido, o Diabo teve que aceitar a exigência de Jack: em troca da liberdade do Diabo, ele só poderia ter a alma de Jack em 10 anos.
Dez anos depois da data em que Jack enganou o Diabo, ele se viu novamente na presença do demônio. Mesmo com o acordo de antes, Jack consentiu que era a sua hora de ir para o inferno para sempre. Com o diabo preparado para levá-lo ao submundo, Jack pergunta se ele poderia comer uma maçã para alimentar sua barriga faminta. Tolamente, o Diabo mais uma vez atendeu a esse pedido, e então subiu nos galhos de uma macieira nas proximidades. Jack, muito esperto, colocou em torno da base da árvore vários crucifixos. O Diabo, frustrado com o fato de ser aprisionado novamente, exigiu a sua libertação. Como fizera anteriormente, Jack fez uma exigência: que sua alma nunca fosse tomada pelo demônio. O Diabo concordou e foi libertado.
Eventualmente, a vida adulterada e instável teve seus efeitos sobre Jack, pois morreu do jeito que viveu. Porém, logo após a sua morte, ele se deparou diante das portas de São Pedro. Entretanto, como a vida de Jack fora simplesmente uma bebedeira infindável, ele não foi aceito no céu. Jack, triste, foi aos portões do inferno e pediu para entrar no submundo. O Diabo, cumprindo sua obrigação com Jack, não poderia ter sua alma. Para assombrar os outros, o Demônio deu a Jack uma lanterna feita com nabo oco e carvão, e marcou-o como um habitante do submundo. Daquele dia em diante até a eternidade, Jack está condenado a vagar no mundo entre o bem e o mal, com apenas a lanterna do Diabo para iluminar seu caminho.
Diz a lenda que um dia apenas dois irmãos vão ser capazes de aprisionar o Diabo, realizar seus desejos e tomar seu lugar como senhor do inferno.